# Blanca Nieves Sancho Lope
Inés Nieves, de nacimiento Blanca Nieves Sancho Lope, (Avellanosa de Muñó, 1942 - Nola, 20 de mayo de 2019) fue una misionera con nacionalidad española y francesa de la congregación francesa de las Hijas de Jesús de Massac que vivió en la República Centroafricana entre 1996 y 2019. Trabajaba en una escuela de las Hijas de Jesús de Massac, formando a los más jóvenes del pueblo en varias materias como la costura. A pesar de su edad avanzada, manifestó su voluntad de permanecer en el país africano ayudante en vez de volver a España.

## Biografía
Nació en Avellanosa de Muñó y pasó la niñez a Tordómar. A los 12 años fue con unas religiosas francesas a la común de Massac, al departamento de Tarn, donde se hizo monja. Pasó un tiempo entre los pobres del barrio murciano de San Basilio hasta que en 1996 se marchó a la República Centroafricana. Debido a la guerra sus compañeras marcharon, pero ella se quedó para seguir dando clases de costura a quince chicas. También gestionaba una pequeña escuela y hacía de enfermera. En 2013 fue secuestrada con tres monjas más en el bosque hasta su liberación. Los autores fueron catorce soldados de la guerra. El grupo recibe el nombre de UPC (Unión por la pacificación de Centreàfrica) con un líder de Níger y soldados del etnia fulani, y han sido los autores de varias matanzas.
Años más tarde murió asesinada en el pueblo de Nola, en la diócesis de Berberati (República Centroafricana). La madrugada del 19 al 20 de mayo un grupo de personas entraron a su habitación y fue encontrada el día siguiente, con graves mutilaciones. El obispo de la diócesis de Bangassou desde el 2000, Juan José Aguirre, explicó que no conocía la autoría ni los motivos del asesinato y que Sancho fue enterrada el día después de ser encontrada muerta. Medios italianos apuntaron que los motivos del asesinato podrían estar relacionados con el comercio de órganos, pero finalmente todo acabó apuntando a una cuestión de brujería, un ritual según el cual se lanza la sangre de un niño o una mujer "neta y pura" sobre la graba donde después se buscan diamantes.
El Papa Francisco manifestó que era "educadora de las niñas pobres desde hacía décadas" y que había sido "asesinada brutalmente" justamente "al local donde enseñaba a coser a las chicas". "Es una mujer más que dio su vida por Jesús en el servicio a los pobres", dijo el pontífice. El presidente del gobierno español, Pedro Sánchez, dio el pésame a la familia de la misionera a través de las redes sociales.